# توروس ادسا

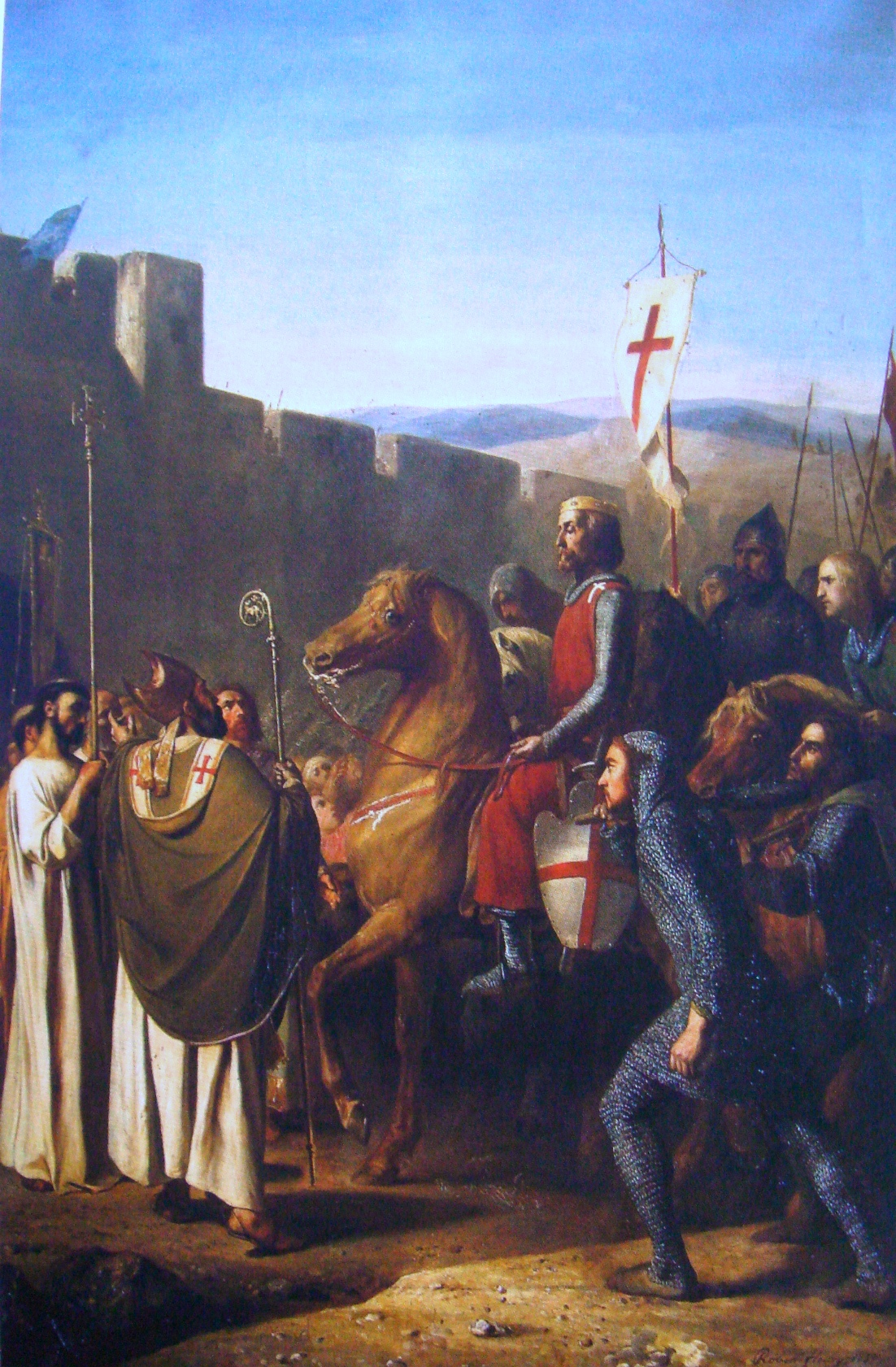
ورود بالدوین بولون به ادسا در فوریه ۱۰۹۸

توروس (انگلیسی: Thoros of Edessa)، حاکم ارمنی ادسا از زمان شروع نخستین جنگ صلیبی بود. وی یکی از فرماندهان سابق امپراتوری بیزانس و ستوان و نایب پیلارتوس واراژنونی بود. ماتئوس اورهایتسی در کتاب خود، وقایع‌نامه، چنین ثبت کرده‌است که «توروس فرزند هتوم» از جانب تتش به عنوان حاکم شهر ادسا انتخاب شد. پدر وی، هتوم، از خاندان پهلوانی بود.
در حدود سال ۱۰۹۴، امیر سلجوقی دمشق، تتش، شهر ادسا را تصرف کرد و توروس را به عنوان حاکم ادسا منصوب کرد. پس از مرگ ملکشاه و بروز جنگ‌های داخلی در امپراتوری سلجوقیان، توروس درصدد آن برآمد که به صورت مستقل حکومت ادسا به‌دست بگیرد. نیروهای آل ارتق و ترک برانداختن حکومت توروس در ادسا، این شهرا را برای دو ماه محاصره کردند اما با وجود فروریختن دیوار شهر،  نتوانستند آنجا را تصرف کنند. بدین ترتیب با عقب‌نشینی نیروهای ترک، توروس رسماً حاکم شهر ادسا شد.
به‌عنوان یک مسیحی ارتدوکس یونانی، وی در نزد مسیحیان ارمنی ـ که بخش اعظم جمعیت شهر را تشکیل می‌دادند ـ چندان محبوب نبود. وی با وجود مقابله و مقاومت در مقابل حملات مکرر ترکان، در سال ۱۰۹۸ از صلیبیون و شخص بالدوین بولون تقاضای کمک کرد.
بالدوین بولون پیش از محاصره انطاکیه صلیبیون ترجیح داد به جای شرکت در این جنگ، عازم شرق و ادسا شود تا پس از فتح تل باشر حکومتی تحت امر خود در کناره رود فرات تشکیل دهد. توروس از بالدوین دعوت کرد و با وی در فوریه ۱۰۹۸ متحد شد. بالدوین در این زمان توروس متقاعد ساخت که وی را به عنوان فرزند خوانده و جانشین خود انتخاب کند. پس از موافق توروس، بالدوین به فرماندهان توروس جمله برد و قلعه شهر را محاصره کرد. توروس پس از محاصره قلعه، درصدد فرار به ملطیه برآمد اما در ۹ مارس، توسط ارمنی‌های شهر که احتمالاً تحت امر بالدوین بودند، کشته شد تا بالدوین به حکومت ادسا برسد و نخستین دولت صلیبی را تشکیل دهد.